# Гіпервітаміноз
Гіпервітаміно́з — хвороби, що виникають при надмірному надходженні вітамінів в організмі людини.
Гіпервітаміноз ретинолу (А) викликає тяжкі розлади обміну речовин, травлення, недокрів'я.
При гіпервітамінозі  холекальциферолу (D3) вітамін D3 починає діяти як отрута, порушується жировий обмін, відбувається втрата маси тіла, різко підвищується вміст Са і Р в крові та надлишкове відкладення їх у кістах, нирках, кровоносних судинах, серці.
При гіпервітамінозі аскорбінової кислоти (С) проявляються:
- алергійні реакції у вигляді висипів на шкірі, безсоння, кровотечі через підвищення ламкості капілярів;
- великі дози сприяють утворенню адреналіну, що підвищує дратівливість, конфліктність особи;
- у мегадозах аскорбінова кислота перетворюється на щавлеву, що призводить до відкладання її солей і утворення каменів у нирках.